# María Ignacia Rodríguez de Velasco
María Ignacia Rodríguez de Velasco   (Ciutat de Mèxic, 20 de novembre de 1778 - 20 de novembre de 1850) nom abreujat de María Ignacia Rodríguez de Velasco de Osorio Barba y Bello Pereyra, també coneguda com la Güera Rodríguez va ser una criolla que va destacar en la societat colonial mexicana pel seu suport a la Independència de Mèxic. És considerada com un personatge emblemàtic de la Independència, en mantenir una relació amorosa amb Agustí d'Iturbide futur emperador de Mèxic i impulsar-lo a dur a terme i completar, la «llibertat mexicana». Així mateix, va mantenir una relació amb el llibertador Simón Bolívar i amb l'explorador i naturalista alemany Alexander von Humboldt. Es diu que la imatge de la Verge en el costat dret de l'altar de l'església de la Profesa, esculpida pel famós artista Manuel Tolsá s'hi assemblada.
Es coneixen pocs aspectes sobre la seva vida i el seu paper en els fets històrics de Mèxic, i només es coneix una única pintura d'ella. És principalment coneguda per les relacions que va tenir am amb personatges molt coneguts i per descripcions seves molt elogioses en les biografies d'escriptors com Artemio de Valle Arizpe i Romeo Hernández Mendoza, entre d'altres.

## Biografia
Va néixer a la Ciutat de Mèxic el 20 de novembre de 1778, filla del matrimoni entre Antonio Rodríguez de Velasco i María Ignacia Osorio Barba y Bello Pereyra. Va tenir una germana anomenada María Josefa Rodríguez de Velasco. L'any 1792 va contreure matrimoni amb el militar José Jerónimo López de Peralta de Villar y Villamanil y Primo, amb qui va tenir quatre fills.
Aviat María Ignacia es va fer coneguda en la societat novohispana per la seva bellesa i agut enginy. Guillermo Prieto, cronista de l'època deia d'ella: «La Güera no només va ser notable per la seva bellesa, sinó pel seu enginy i pel lloc que va ocupar en l'alta societat». Artemio de Valle Arizpe, d'altra banda, n'elogiava «la qualitat dels seus amants».
Segons les fonts, María Ignacia va mantenir una relació amb Simón Bolívar, quan ell tenia 16 anys d'edat i la va conèixer en un viatge en el buc San Ildefonso, que va fer escala a Mèxic anant a Espanya. Els seus últims anys els va dedicar a la devoció religiosa en la Tercera Ordre de Franciscans. Després de la seva mort, el seu marit es va fer sacerdot. Va morir en la Ciutat de Mèxic l'1 de novembre de 1850. Artemio de Valle Arizpe va escriure una biografia novelada de la seva vida, La Güera Rodríguez (1949). L'actriu mexicana Fanny Cano la va representar al cinema l'any 1978, en una pel·lícula també anomenada La güera Rodríguez, dirigida per Felipe Cazals.

## Enamoriscaments
En els seus anys posteriors, María Ignacia va tenir sovint amants i marits. A través de la intercessió del virrei Juan Vicente de Güemes i del bisbe, es va casar amb José Jerónimo López de Peralta de Villar Villamil al setembre de 1794, qui més tard la va colpejar, i li va disparar una bala, però no va encertar, raó per la qual ella el va acusar d'intent d'assassinat el 4 de juliol de 1802. José Jerónimo la va acusar posteriorment de cometre adulteri amb el seu compare, el canonge i doctor José Mariano Beristáin i Souza i va sol·licitar la intervenció dels tribunals de la Nova Espanya i l'anul·lació del matrimoni, tot i que ell va morir el 1805, abans d'obtenir el divorci. D'aquest matrimoni van néixer quatre fills. Va contreure matrimoni per segona ocasió amb Mariano Briones, un acabalat ancià, que també va morir uns mesos més tard, víctima d'hipotèrmia, María Ignacia va heretar la seva fortuna. Es va casar novament, aquesta vegada amb Manuel de Elizalde amb qui va romandre fins a la seva mort. Manuel de Elizalde, en morir María Ignacia, va abraçar la vida sacerdotal.
María Ignacia va donar suport a la causa insurgent amb els seus diners i les seves relacions, sent fins i tot acusada d'heretgia per defensar la independència i per haver mantingut tracte amb el capellà Miguel Hidalgo y Costilla, i va ser portada davant del tribunal de la Santa Inquisició, el 22 de març de 1811, on també la va acusar Juan Sáenz de Mañozca d'inclinació a l'adulteri. Després de la seva audiència el Virrei Francisco Javier de Lizana y Beaumont la va exiliar a Querétaro per un breu període. Els càrrecs es van retirar per falta de proves, després que María Ignacia argumentés en la seva defensa traient a relluir la moralitat i l'orientació sexual de l'inquisidor.
Va tenir una relació sentimental amb Agustín de Iturbide, que seria emperador de Mèxic i sobre qui va tenir una gran influència política. Les seves relacions li van permetre tenir accés a documents confidencials de l'època, com la carta que Ferran VII va enviar al virrei Apodaca l'any 1820, proposant-li trobar un home popular i amb influència sobre l'exèrcit perquè fes tractes amb els insurgents, de la qual es desprenien els principis del Pla d'Iguala. María Ignacia va suggerir que Iturbide podria ser aquest home.
Entre els seus admiradors s'esmenta al naturalista i explorador alemany Alexander von Humboldt, de qui es va convertir en admiradora i amiga, i es va dir fins i tot que van tenir una relació romàntica. Durant aquests anys, igualment, es tenen dades de la seva participació en la inauguració d'una estàtua eqüestre en honor de Carles IV, acte en què va estar acompanyada per Humboldt. María, segons Artemio de Valle Arizpe, vestia roba galant i caminava del braç del baró. Es diu que la imatge de la Dolorosa situada a la dreta de l'altar major de l'església de la Profesa, esculpida pel reconegut artista Manuel Tolsá, està basada en la seva imatge. Així mateix, la Immaculada que es troba a la mateixa església, en un dels altars del costat dret, podria ser la filla de la Güera.

## Importància històrica
La participació de María Ignacia Rodríguez en la consumació de la Independència de Mèxic ha estat un tema molt polèmic. Segons algunes fonts, va animar a Agustín de Iturbide que dugués a terme el pla de llibertat nacional del poble mexicà. Artemio de la Vall Arizpe argumenta que «el dia 27 de setembre de 1821, l'Exèrcit Trigarante va fer a Mèxic la seva vistosa entrada triomfal […] La carrera que anava a seguir l'Exèrcit Libertador seria des de la Tlaxpana per Sant Cosme, per passar enfront del palau Virreinal, però Iturbide va desviar la columna pel carrer de la Profesa on estava la casa de María Ignacia Rodríguez de Velasco, perquè presenciés la desfilada i el veiés molt arrogant al capdavant de les seves tropes invictes». Això demostrava la relació entre Agustín i «La Güera», qui va influenciar la visió política del primer emperador de Mèxic. La seva activitat política no es va limitar al suport a la Independència i als insurgents, sinó també va ser transgressora perl que fa al deure femení.

## Personalitat
María Ignacia va rebre molts elogis per part d'alguns escriptors com ara Artemio de Valle Arizpe, que la va qualificar com una «dona extraordinària per la seva bona aparença, el seu clar talent de fàcil minerva, la seva gran riquesa i, a més, el seu esplendorós luxe». Montserrat Galí i Boadella qualificava la seva personalitat com la «prototip»; la d'una dona «il·lustrada i llibertina». No obstant això, també aclaria que era alguna cosa contradictòria; ja que «es feia valder per si mateixa, buscava la felicitat i practicava costums que li proporcionaven festejos i amants». Tot l'anterior era característic de les dames d'aquella època.